# Faymoreau
Faymoreau est une commune française située dans le département de la Vendée en région Pays de la Loire.

## Géographie
Le territoire municipal de Faymoreau s’étend sur 1 097 hectares. L’altitude moyenne de la commune est de 94 mètres, avec des niveaux fluctuant entre 54 et 121 mètres,.
| Puy-de-Serre            | Marillet                            | Le Busseau Deux-Sèvres  |
| Foussais-Payre          | Faymoreau                           |                         |
| Saint-Hilaire-des-Loges | Saint-Maixent-de-Beugné Deux-Sèvres | Saint-Laurs Deux-Sèvres |

### Climat
Pour des articles plus généraux, voir Climat des Pays de la Loire et Climat de la Vendée.
En 2010, le climat de la commune est de type climat océanique altéré, selon une étude du CNRS s'appuyant sur une série de données couvrant la période 1971-2000. En 2020, Météo-France publie une typologie des climats de la France métropolitaine dans laquelle la commune est exposée à un climat océanique et est dans la région climatique  Poitou-Charentes, caractérisée par un bon ensoleillement, particulièrement en été et des vents modérés. 
Pour la période 1971-2000, la température annuelle moyenne est de 11,8 °C, avec une amplitude thermique annuelle de 14,4 °C. Le cumul annuel moyen de précipitations est de 899 mm, avec 12,7 jours de précipitations en janvier et 7 jours en juillet. Pour la période 1991-2020, la température moyenne annuelle observée sur la station météorologique de Météo-France la plus proche, sur la commune de Scillé à 7 km à vol d'oiseau, est de 12,1 °C et le cumul annuel moyen de précipitations est de 954,6 mm,. Pour l'avenir, les paramètres climatiques de la commune estimés pour 2050 selon différents scénarios d'émission de gaz à effet de serre sont consultables sur un site dédié publié par Météo-France en novembre 2022.

## Urbanisme

### Typologie
Au 1er janvier 2024, Faymoreau est catégorisée commune rurale à habitat très dispersé, selon la nouvelle grille communale de densité à sept niveaux définie par l'Insee en 2022.
Elle est située hors unité urbaine et hors attraction des villes,.

### Occupation des sols
L'occupation des sols de la commune, telle qu'elle ressort de la base de données européenne d’occupation biophysique des sols Corine Land Cover (CLC), est marquée par l'importance des territoires agricoles (69,2 % en 2018), une proportion sensiblement équivalente à celle de 1990 (68,9 %). La répartition détaillée en 2018 est la suivante : 
forêts (28,9 %), prairies (27,1 %), zones agricoles hétérogènes (23,3 %), terres arables (18,5 %), zones urbanisées (1,9 %), cultures permanentes (0,3 %). L'évolution de l’occupation des sols de la commune et de ses infrastructures peut être observée sur les différentes représentations cartographiques du territoire : la carte de Cassini (XVIIIe siècle), la carte d'état-major (1820-1866) et les cartes ou photos aériennes de l'IGN pour la période actuelle (1950 à aujourd'hui).

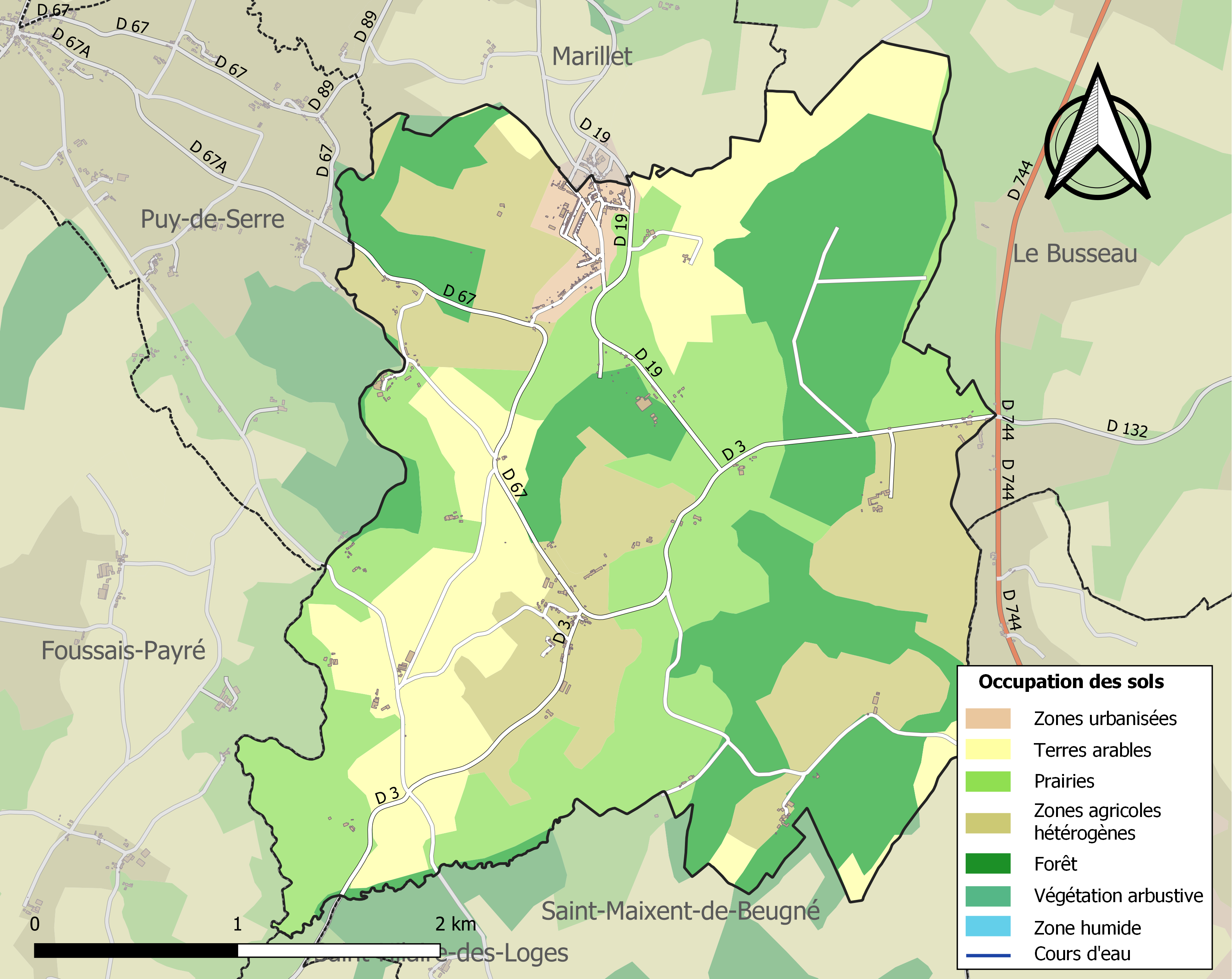
Carte des infrastructures et de l'occupation des sols de la commune en 2018 (CLC).

## Toponymie
Le nom Faymoreau se décompose en deux parties : Fay qui provient du latin fagus signifiant « hêtre », ainsi que de moreau qui est un patronyme répandu en Vendée.

## Histoire

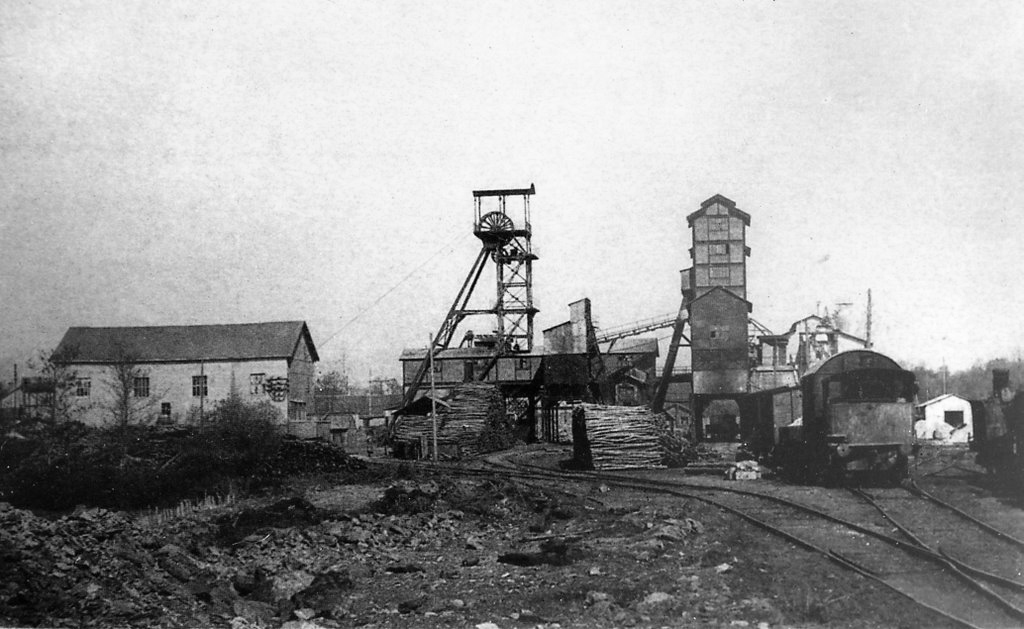
Le puits Bernard.

Depuis l'an 1003 jusqu'au milieu du XIIIe siècle, les terres de Faymoreau étaient possédées par les plus grands seigneurs du Poitou, notamment les familles Chabot, Lusignan et Parthenay-l'Archevêque. En 1251, Gognore l'Archevêque fit don de ces terres à Guillaume Fort. En 1330, la seigneurie devint propriété de la famille du Puy du Fou à la suite du mariage de Catherine Fort avec Jean du Puy du Fou, et resta en leur possession pendant trois siècles. Par la suite, plusieurs propriétaires se succédèrent, parmi lesquels les familles Panou et de Grimoüard. De 1793 à 1802, la commune ne disposait pas de maire, car le village dépendait de l'administration municipale du canton de Foussais.
En 1827, un sabotier découvre par hasard du charbon à Marillet, près de Faymoreau, en creusant un puits près de sa maison. Cet événement marque le début d'une importante période d'exploitation minière dans la région, qui durera 130 ans.
En 1836, une verrerie est créée pour utiliser sur place le charbon de faible qualité, servant ainsi à alimenter les fours. L'entreprise produit jusqu'à un million de bouteilles pour les régions de Cognac et Bordeaux, ainsi que des bocaux et des cloches de jardin.
En 1840, la Société des Mines de Faymoreau, qui exploite le charbon dans le bassin minier, construit le premier coron pour loger les mineurs et leurs familles. Quelques années plus tard, le village minier de Faymoreau, situé à deux kilomètres du bourg, se développe avec la construction du quartier de la direction, de la Chapelle des Mineurs, des corons de la haute et de la basse terrasse, ainsi que des écoles.
L'arrivée du train en 1869, avec la ligne de chemin de fer Angers-Niort traversant le bassin minier de Faymoreau, ouvre de nouveaux débouchés pour l'exploitation minière.
Dans les années qui suivent la construction de l'Hôtel des Mines et du dortoir des célibataires, l'électricité arrive dans le Sud-Vendée, dans les Deux-Sèvres et dans le Nord de la Charente-Maritime, grâce à la création de la centrale électrique de Faymoreau en 1922. Une main-d'œuvre venue de toute l'Europe, principalement de Pologne, afflue alors dans la région. À cette époque, la commune compte plus de 1 000 habitants et la production de charbon atteint 60 000 tonnes par an. Pendant la Seconde Guerre mondiale, malgré l'occupation allemande, les mines deviennent un refuge pour ceux refusant le Service du Travail Obligatoire.
En 1950, la fermeture de la centrale électrique porte un coup fatal à la mine, qui vendait un tiers de sa production à EDF. Le gisement de charbon s'épuise, et la Société des Mines commence à licencier. La mine ferme définitivement le 28 février 1958, et les derniers mineurs sont reclassés dans d'autres sites miniers en France. La fin de l'exploitation du charbon marque le déclin du village de Faymoreau : la population diminue et les commerces ferment progressivement.

## Politique et administration

### Liste des maires
| Période                                  | Période           | Identité             | Étiquette | Qualité                                     |
| ---------------------------------------- | ----------------- | -------------------- | --------- | ------------------------------------------- |
| Les données manquantes sont à compléter. |                   |                      |           |                                             |
| 1992                                     | 1995              | Charles de Certaines |           | Cadre de gestion                            |
| 1995                                     | 14 mars 2008      | Pierre Beaussant     |           | Cadre en communication à la retraite        |
| 14 mars 2008                             | 4 avril 2014      | Marie-Thérèse Jacob  |           | Directrice d’école publique                 |
| 4 avril 2014                             | 28 septembre 2024 | Charles de Certaines |           | Cadre de gestion (décès en cours de mandat) |
| 29 septembre 2024                        | En cours          | Martial Millet       |           | Maire par intérim élu en novembre 2024.     |

## Population et société

### Démographie

#### Évolution démographique
L'évolution du nombre d'habitants est connue à travers les recensements de la population effectués dans la commune depuis 1793. Pour les communes de moins de 10 000 habitants, une enquête de recensement portant sur toute la population est réalisée tous les cinq ans, les populations de référence des années intermédiaires étant quant à elles estimées par interpolation ou extrapolation. Pour la commune, le premier recensement exhaustif entrant dans le cadre du nouveau dispositif a été réalisé en 2007.

En 2022, la commune comptait 205 habitants, en évolution de −1,44 % par rapport à 2016 (Vendée : +5,33 %, France hors Mayotte : +2,11 %).
| 1793 | 1800 | 1806 | 1821 | 1831 | 1836 | 1841 | 1846 | 1851 |
| ---- | ---- | ---- | ---- | ---- | ---- | ---- | ---- | ---- |
| 160  | 213  | 212  | 250  | 683  | 701  | 877  | 985  | 993  |

| 1856  | 1861  | 1866  | 1872  | 1876  | 1881  | 1886 | 1891 | 1896 |
| ----- | ----- | ----- | ----- | ----- | ----- | ---- | ---- | ---- |
| 1 002 | 1 060 | 1 072 | 1 167 | 1 190 | 1 121 | 641  | 679  | 699  |

| 1901 | 1906 | 1911 | 1921 | 1926 | 1931 | 1936 | 1946 | 1954 |
| ---- | ---- | ---- | ---- | ---- | ---- | ---- | ---- | ---- |
| 705  | 675  | 676  | 759  | 673  | 837  | 788  | 909  | 736  |

| 1962 | 1968 | 1975 | 1982 | 1990 | 1999 | 2006 | 2007 | 2012 |
| ---- | ---- | ---- | ---- | ---- | ---- | ---- | ---- | ---- |
| 535  | 451  | 413  | 343  | 280  | 267  | 245  | 242  | 217  |

| 2017 | 2022 | - | - | - | - | - | - | - |
| ---- | ---- | - | - | - | - | - | - | - |
| 202  | 205  | - | - | - | - | - | - | - |

#### Pyramide des âges
En 2018, le taux de personnes d'un âge inférieur à 30 ans s'élève à 24,2 %, soit en dessous de la moyenne départementale (31,6 %). À l'inverse, le taux de personnes d'âge supérieur à 60 ans est de 35,5 % la même année, alors qu'il est de 31,0 % au niveau départemental.
En 2018, la commune comptait 99 hommes pour 101 femmes, soit un taux de 50,50 % de femmes, légèrement inférieur au taux départemental (51,16 %).
Les pyramides des âges de la commune et du département s'établissent comme suit.
| Hommes | Classe d’âge | Femmes |
| ------ | ------------ | ------ |
| 0,0    | 90 ou +      | 2,0    |
| 14,1   | 75-89 ans    | 10,9   |
| 21,2   | 60-74 ans    | 22,8   |
| 24,2   | 45-59 ans    | 26,7   |
| 17,9   | 30-44 ans    | 11,6   |
| 6,8    | 15-29 ans    | 14,5   |
| 15,6   | 0-14 ans     | 11,4   |

| Hommes | Classe d’âge | Femmes |
| ------ | ------------ | ------ |
| 0,8    | 90 ou +      | 2,2    |
| 8,7    | 75-89 ans    | 11,1   |
| 20,3   | 60-74 ans    | 21,3   |
| 20     | 45-59 ans    | 19,4   |
| 17,5   | 30-44 ans    | 16,8   |
| 15     | 15-29 ans    | 13,2   |
| 17,7   | 0-14 ans     | 16,1   |

## Lieux et monuments
- Centre minier de Faymoreau[26] (Musée de France), un voyage au centre de la mine pour découvrir 130 années d'exploitation du charbon en Vendée et Deux-Sèvres, de 1827 à 1958. Installé dans ce que fut le dortoir des verriers, descente dans la mine reconstituée, expositions permanente et temporaires, animations adultes et enfants toute l'année.
- La chapelle des Mineurs (XIXe) : vitraux contemporains de Carmelo Zagari en hommage aux hommes du fond. Une commande publique de 2001.
- Le village minier : quartiers et corons.
- Le château de Faymoreau, ancienne résidence de la famille Panou de Faymoreau.
- L'étang de la digue, retenue d'eau de la centrale électrique thermique.
- L'église du bourg de Faymoreau.
- Le pont de Fleurieau.

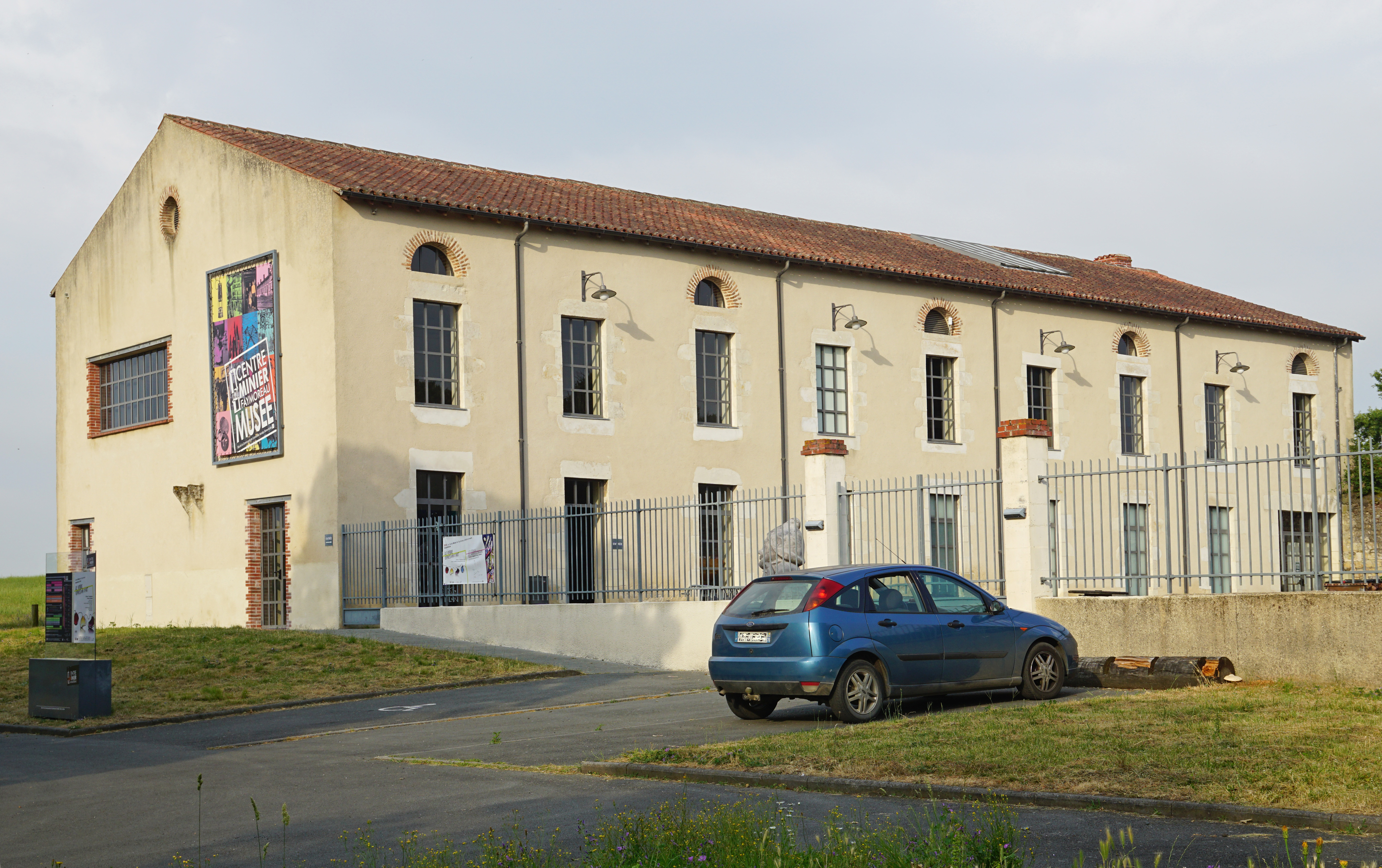
Le centre minier.
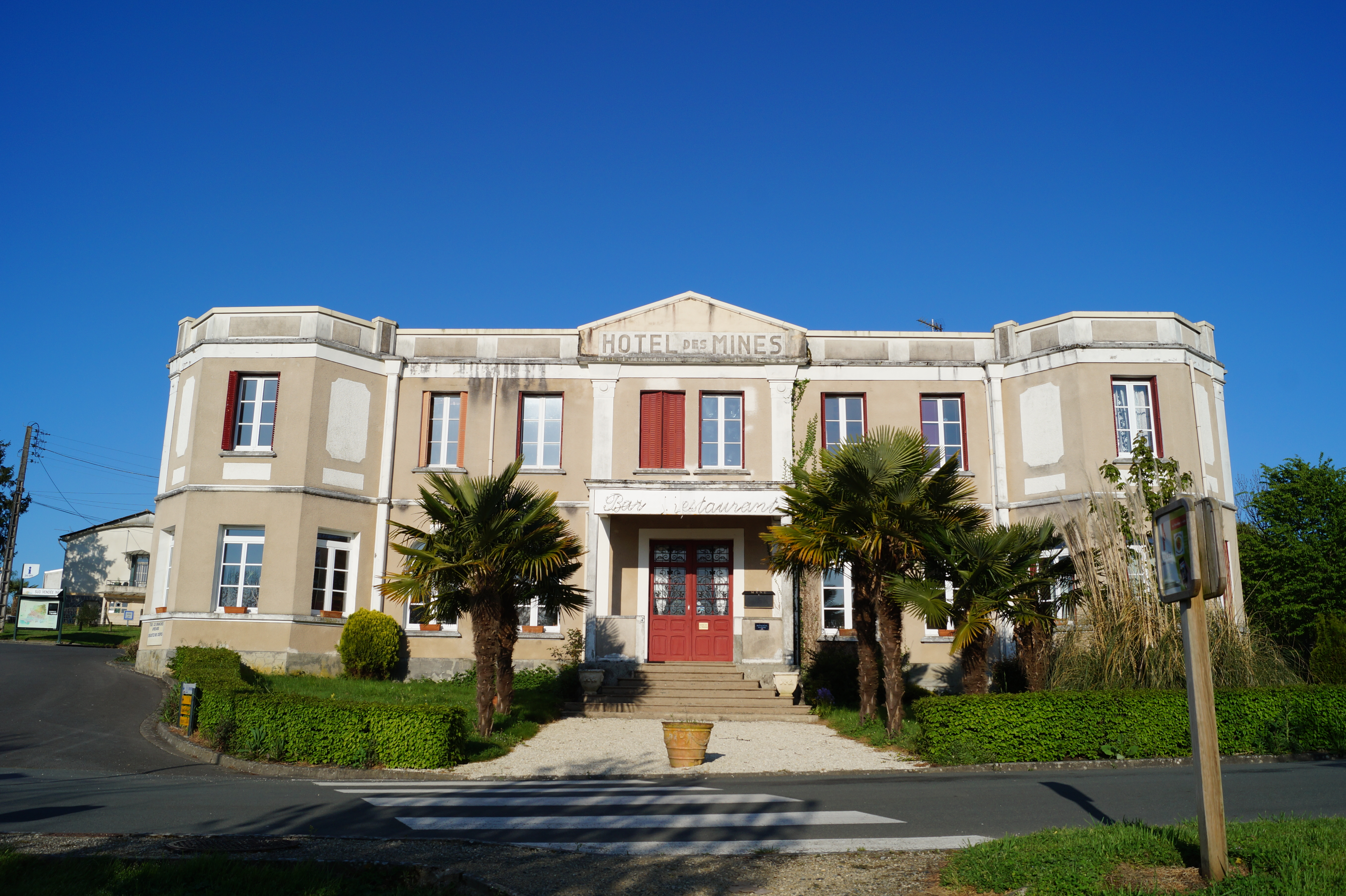
L'hôtel des Mines.
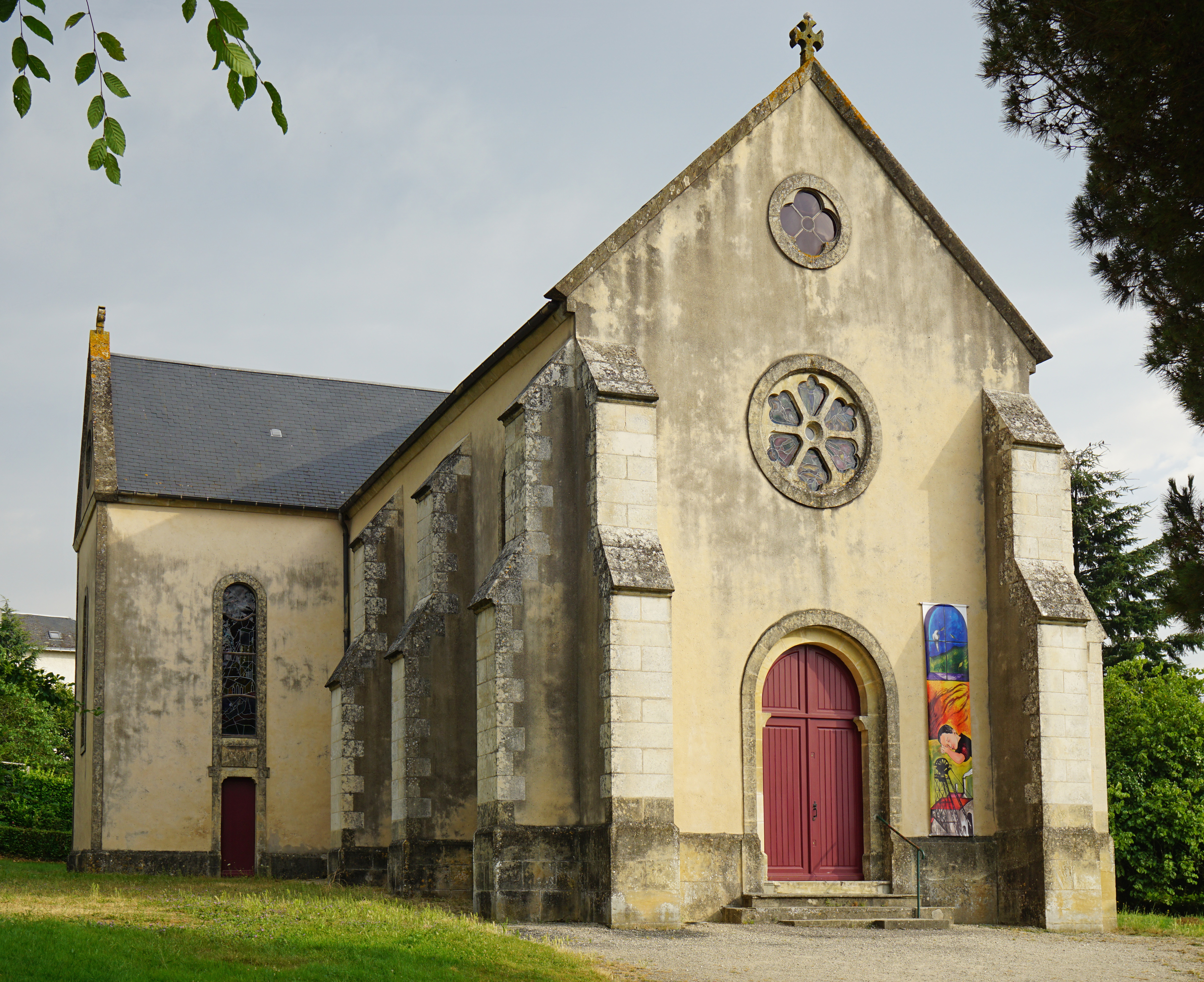
La chapelle des mineurs.
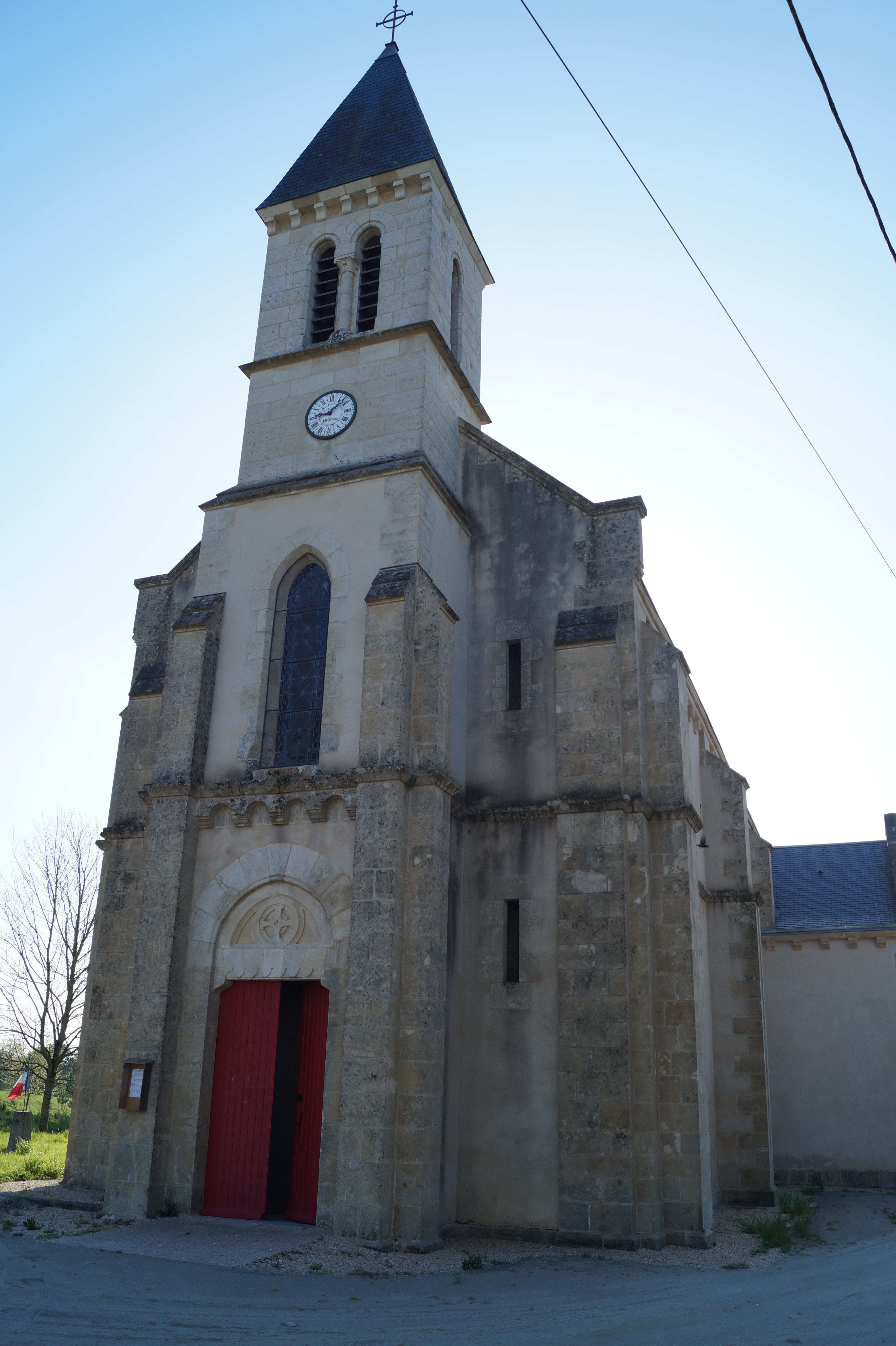
L'église.
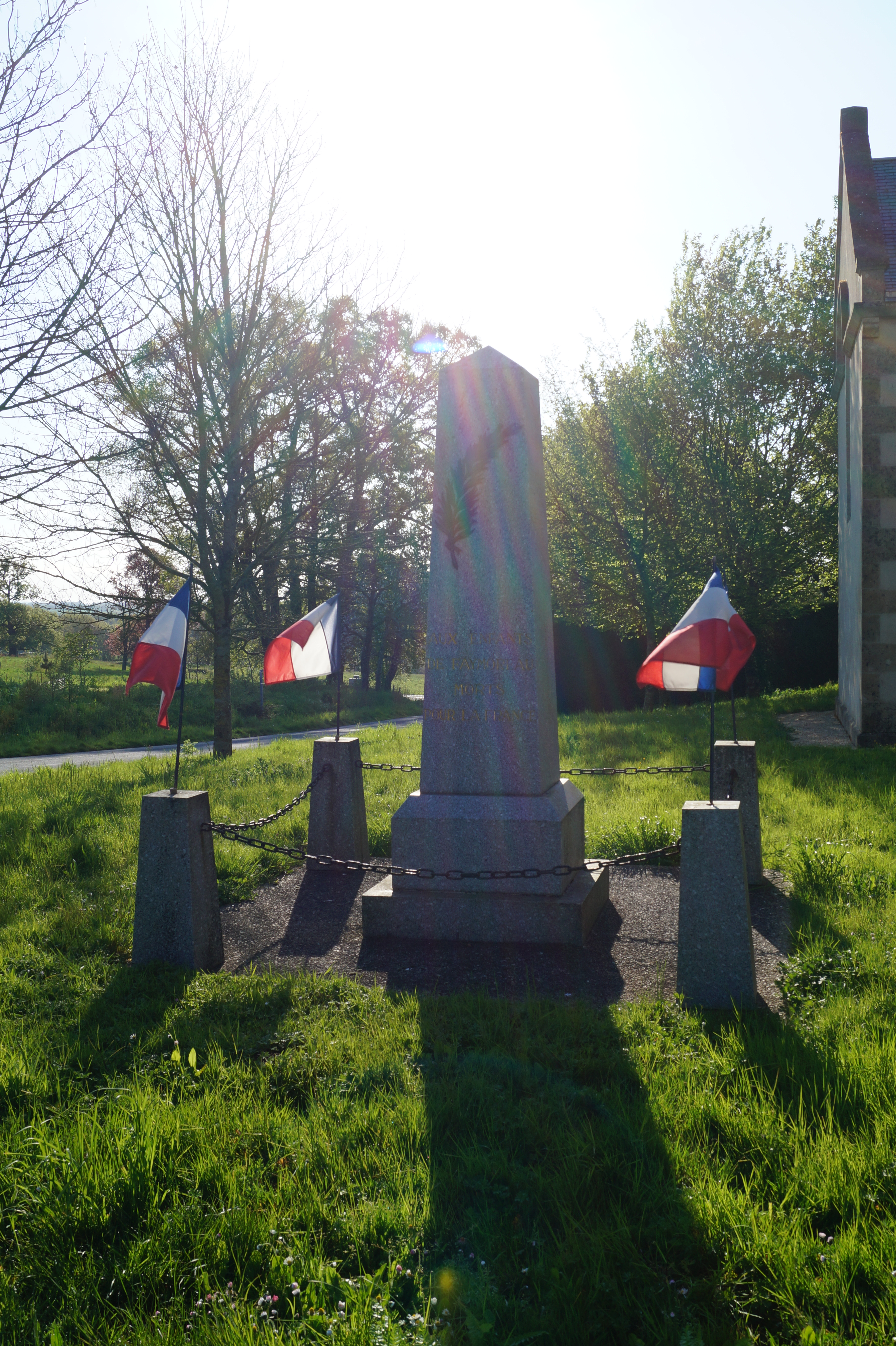
Monument aux morts.
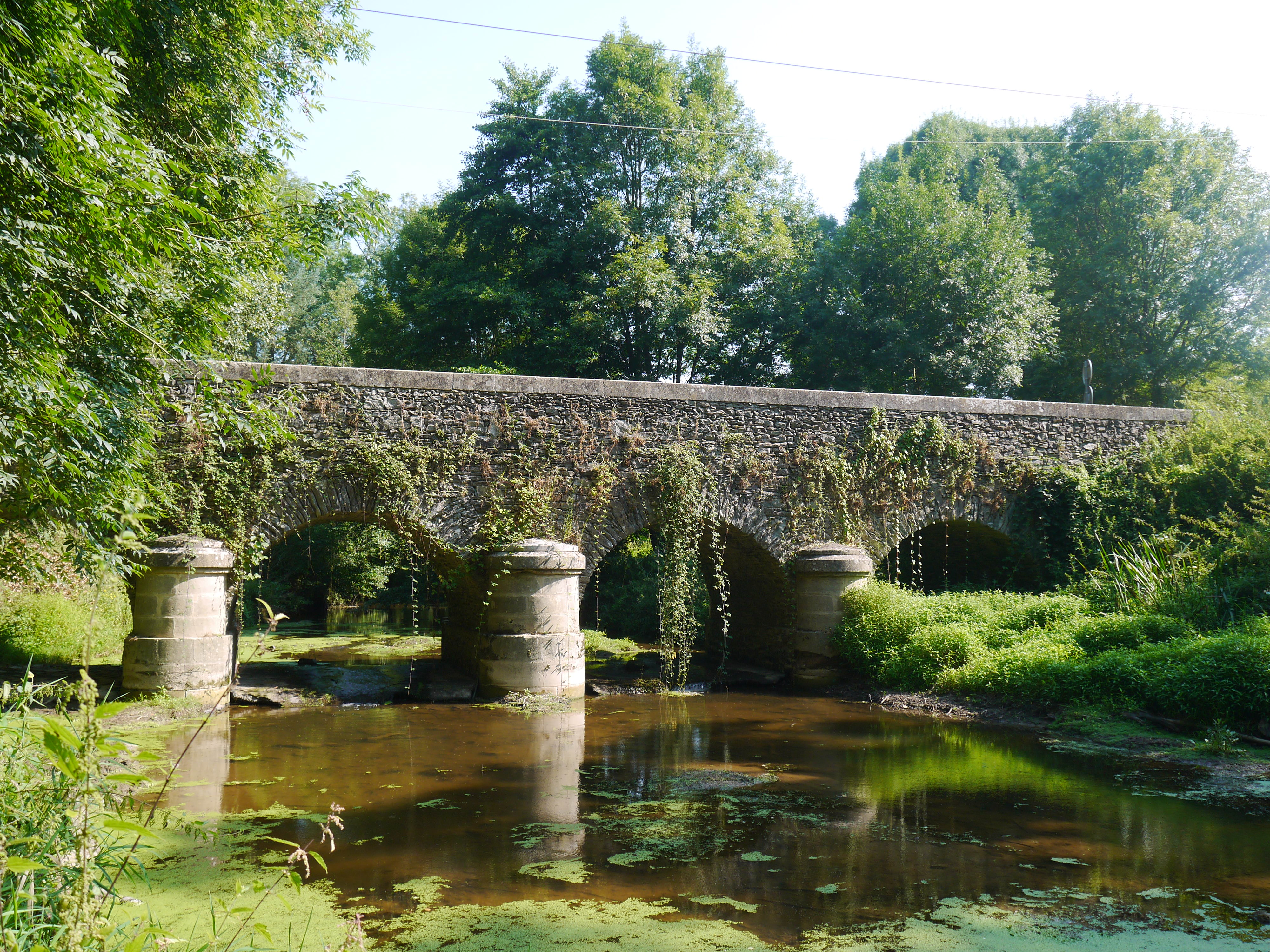
Pont de Fleurieau.

## Héraldique
| Blason de Faymoreau | Blason  | Tiercé en pairle renversé: au 1 de gueules à une lampe de mineur brochant sur un pic et un marteau de mineur passés en sautoir, tous d'or ; au 2 de sinople à deux anneaux d'or entortillés l'un sur l'autre autour d'un demi cœur croiseté de gueules accolé à une demie fleur de lis d'or; au 3 d'argent à un hêtre au naturel accompagné en pointe d'une burelle ondée d'azur; le tout au chef de vair plain. |
| Blason de Faymoreau | Détails | Inauguré le 26 juin 2025. Auteur(s)J.-F. Binon |

## Pour approfondir